# Oskarshamnsbladet
Oskarshamnsbladet var en dagstidning utgiven i Oskarshamn under utgivningsperioden den 25 oktober 1902 till 30 december 1908. Tidningens fullständiga titel var Oskarshamns-bladet / Nyhets- och annonstidning för östra Småland. Provnummer kom ut den 25 oktober 1902. Tidningen kom troligen ut längre, men Kungliga Biblioteket saknar tidningar från januari–mars 1909. 

## Redaktion
| Period                | Ansvarig utgivare        | Titel                  | Period                | Redaktör          |
| 1902-10-13–1906-04-08 | Danielsson, Johan Gustaf | tidningsmannen         | 1902-10-25–1906-08-31 | Danielsson, Johan |
| 1906-04-09–1909-03-31 | Ellertz, Emil Elias      | redaktionssekreteraren | 1906-04-14–1908-12-30 | Ellertz, Emil     |

Bakgrunden till tidningen var en arbetskonflikt. Typograferna på de båda tidningarna Oscarshamns-Posten och Oskarshamns-Tidningen strejkade. De började själva producera en egen, arbetarägd, tidning: Oskarshamns-Bladet.
Redaktionsort för tidningen var Oskarshamn. Den politiska tendensen var frisinnad, liberal och arbetarvänlig. Utgivningsfrekvensen var tre dagar i veckan, måndag, onsdag och fredag eftermiddag klockan 17. Tidningen hade editionen Mönsteråsbladet från 25 oktober 1902 till 30 april 1903.

## Tryckning
Förlaget hette Tryckeriföreningen Oskarshamnsbladet u.p.a med säte i Oskarshamn enligt tidningen 11 november 1902. Tryckeri var Oskarshamnsbladets tryckeri i Oskarshamn som tryckte enfärg i svart med antikva. Tidningens fyra sidor hade stora format. Satsytan var stor som minst 55x36 cm och ofta större än detta. Upplagan var cirka 2000 exemplar hela utgivningen. Priset var först 2,50 kronor om året och 1909 3 kronor.
Tidningens tryckeri överlevde tidningen. År 1952 publicerades Oskarshamns-bladets boktryckeri 50 år : anteckningar inför 50-årsjubiléet 25 oktober 1952 av Ture Nerman. Från  nr 19 år 1904 flyttades tryckningen av Typografernas tidning, enligt beslut av förbundsmötet samma år, till Oskarshamnsbladets tryckeri i Oskarshamn. Tryckeriföreningen Oskarshamnsbladet u.p.a. grundades 1902 då Typografförbundet inköpte Smålandsbladets tryckeri i Eksjö. Detta flyttades till Oskarshamn. En tryckeriförening bildades. Tryckeriet tryckte sedan förbundets periodiska tidskrifter och andra beställningsuppdrag, från typografförbundet och andra.